# Страйд
Страйд (полное название англ. Harlem Stride Piano, что значит «гарлемский шагающий») — джазовый фортепианный стиль, развившийся в основном из рэгтайма, в который были добавлены элементы классической фортепианной музыки — арпеджио, гаммы и др. Стиль страйд возник в Гарлеме и Манхэттене во время Первой мировой войны. Его возникновение связано с тем, что пианисты должны были исполнять музыку каждую ночь, что требовало вносить разнообразие в монотонные рэгтаймы и превращать их в более виртуозные произведения. Со временем пианисты страйда стали аранжировать подобным образом практически любую популярную мелодию своего времени, превращая её в джазовое произведение, хотя ещё в 1920-е годы подобный стиль назывался скорее «рэгтайм», чем «страйд» или «джаз».
Левая рука в страйде обычно исполняет четырёхударный пульс, используя одиночные басовые ноты, октавы, септимы или децимы на первом и третьем ударах, и аккорд на втором и четвёртом ударах. В отличие от более раннего Сент-Луисского стиля, в страйде левая рука совершает более интенсивные движения на клавиатуре, «шагая» по ней (откуда и название стиля), а темп игры стал в среднем более высоким, хотя существуют и отдельные страйдовые произведения в медленном темпе. Правая рука играет мелодию, рифф, а нередко и контрапункт, тогда как левая в основном поддерживает ритмический рисунок (например, блуждающий бас). Для придания окраски тону вместо одиночных басовых нот нередко используются октавы. Считается, что Джеймс П. Джонсон и Фэтс Уоллер первыми ввели в обиход «блуждающие децимы», когда исполнитель играет децимы, «блуждающие» вверх и вниз по клавиатуре, вместо привычных терций или одиночных басовых нот.
Пионерами страйда были Лаки Робертс, Джеймс П. Джонсон и Фэтс Уоллер. Среди других известных исполнителей страйда — Уилли "Лев" Смит, Арт Тейтум, Дональд Ламберт, Клифф Джексон, Юби Блейк, Дик Уэллстуд, Клод Хопкинс, Ральф Саттон, Хэнк Дункан, Дик Хаймен, Дон Юэлл, Майк Липскин, Марк Бирнбаум, Джим Хешен.